# Entychides dugesi
Entychides dugesi là một loài nhện trong họ Cyrtaucheniidae. Loài này phân bố ờ México.